# Panzeria longiventris
Panzeria longiventris är en tvåvingeart som beskrevs av Kugler 1971. Panzeria longiventris ingår i släktet Panzeria och familjen parasitflugor. Inga underarter finns listade i Catalogue of Life.